# Thorsten Merten

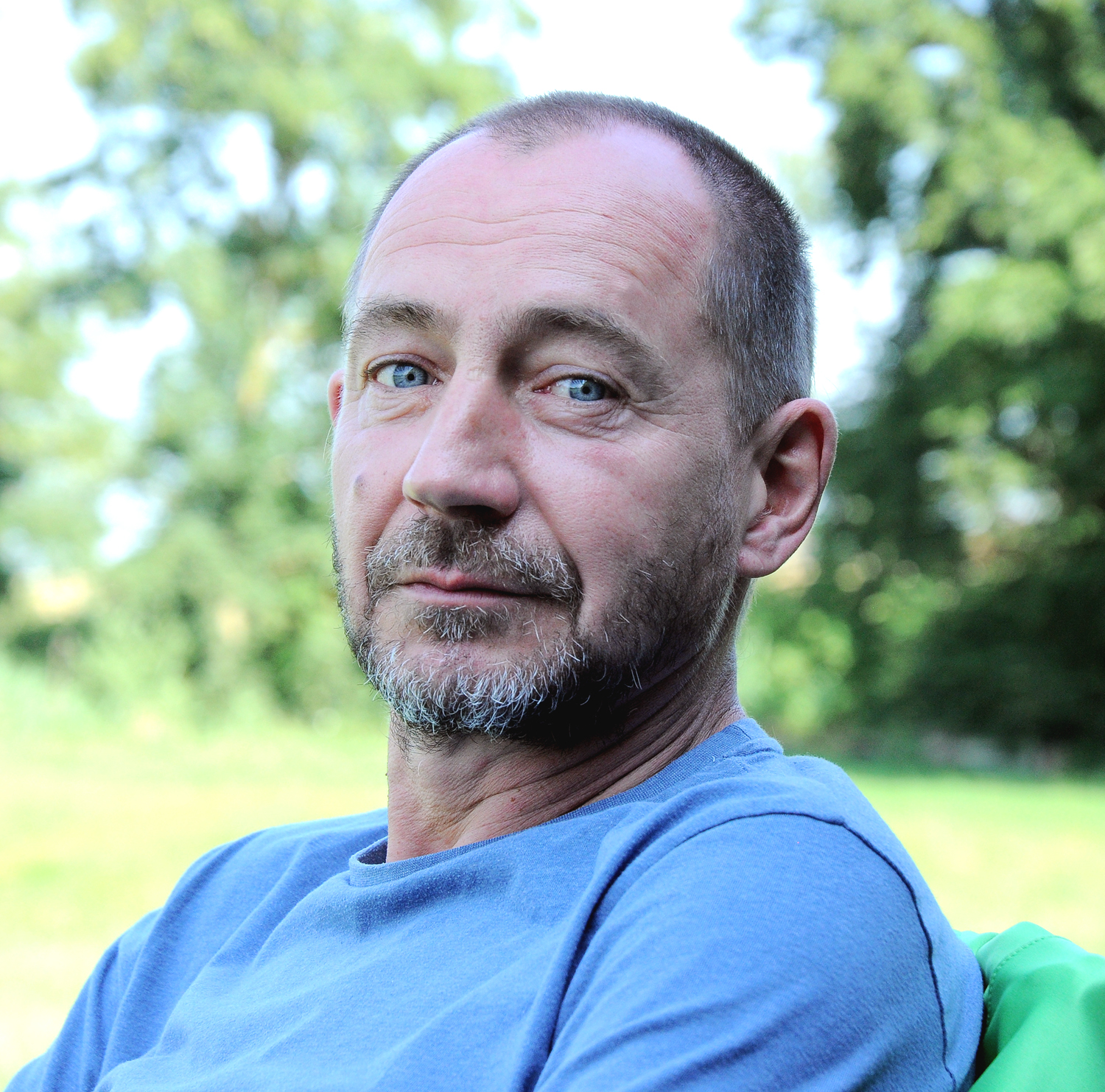
Thorsten Merten (2015)

Thorsten Merten (* 4. Dezember 1963 in Ruhla) ist ein deutscher Schauspieler.

## Leben

### Ausbildung und Theater
Thorsten Merten wollte ursprünglich Journalist werden und arbeitete als Volontär in der Lokalredaktion Eisenach der Zeitung Das Volk, dem Vorgängerblatt der Thüringer Allgemeinen. Nach seinem Grundwehrdienst bei der Nationalen Volksarmee erhielt er von 1986 bis 1990 seine Schauspielausbildung an der Hochschule für Schauspielkunst „Ernst Busch“ in Berlin, wo er die dort neueingerichtete Abteilung Kabarett besuchte und mit dem Schauspieldiplom (u. a. als „Diplom-Kabarettist“) abschloss.
Es folgten Engagements an Theaterbühnen im In- und Ausland. So spielte Merten unter anderem am Théâtre Vidy in Lausanne. Er hatte zwei Festengagements am Staatstheater Schwerin (1992–1994 und erneut 1999–2003). 1999 wurde er mit dem Conrad-Ekhof-Preis ausgezeichnet. Seit 2004 spielte Merten regelmäßig am Maxim-Gorki-Theater in Berlin. Er trat dort im Bankenstück von Lutz Hübner (Regie: Volker Hesse, 2004), in Das Wundermärchen von Berlin von Hanns Heinz Ewers (Regie: Alexander Lang, Premiere: Spielzeit 2004/05, als Freiherr von Thüngen), Das weite Land (Regie: Volker Hesse, 2005) und Vor Sonnenuntergang (Regie: Volker Hesse, Premiere: Spielzeit 2004/05, als Schwiegersohn Erich Klamroth) auf.
Am Deutschen Theater in Berlin spielte er 2006 den  Zuschneider Schürzinger in Kasimir und Karoline. 2007 hatte er großen Erfolg als McMurphy in Einer flog über das Kuckucksnest von Dale Wasserman am Mecklenburgischen Staatstheater Schwerin. 2008/09 gehörte Merten zum Ensemble der Volksbühne am Rosa-Luxemburg-Platz in Berlin. Dort trat er unter anderem als Graf Schabelski in Iwanow (Regie: Dimiter Gotscheff, 2008), in der Inszenierung Hunde von Frank Castorf (2008), in Prometheus von Aischylos (Regie: Dimiter Gotscheff, 2009) und ebenfalls 2009 in Castorfs Inszenierung von Nord nach Motiven des gleichnamigen Romans von Louis-Ferdinand Céline auf. In der Spielzeit 2009/10 trat Merten am Mecklenburgischen Staatstheater Schwerin als Geist in William Shakespeares Hamlet auf.
2010 übernahm er an der Komischen Oper Berlin die Rolle des Professor Dr. Hinzelmann in Sebastian Baumgartens Inszenierung der Operette Im weißen Rößl. 2014–2015 spielte er am Mecklenburgischen Staatstheater Schwerin als Stargast den Volkspolizisten Horkefeld im Musical Sonnenallee. Im Februar/März 2016 gastierte er am Mecklenburgischen Staatstheater Schwerin als Mr. Myers in dem Musical Fame.
2024 spielte er in der Komischen Oper Berlin den Betriebsleiter Kuckuck in der Operette Messeschlager Gisela von Gerd Natschinski (Regie: Axel Ranisch).

### Film und Fernsehen
Erste Erfahrungen vor der Kamera machte Merten 1992 in dem Kinofilm Stilles Land von Andreas Dresen. Seinen Durchbruch als Film- und Fernsehschauspieler hatte Merten 2001, ebenfalls unter der Regie von Andreas Dresen, in dessen Tragikomödie Halbe Treppe, in der Merten als Radiomoderator Chris überzeugte. Seitdem ist Merten regelmäßig in deutschsprachigen Kino- und Fernsehproduktionen zu sehen. Im deutschen Fernsehen ist Merten häufig in Kriminalserien und Kriminalfilmproduktionen engagiert. 2005 spielte er die Rolle des unter Mordverdacht geratenen Ehemanns Rainer Wiedemann in der ZDF-Fernsehserie Wilsberg. 2006 spielte Merten die Rolle des arbeitslosen Vaters in dem Filmdrama Vier Fenster von Christian Moris Müller. 2007 übernahm er an der Seite von Iris Berben die Rolle des undurchsichtigen Geschäftsmanns Arne Larson in dem historischen ZDF-Mehrteiler Afrika, mon amour.
Seit 2009 verkörpert Merten in der ZDF-Krimireihe Spreewaldkrimi an der Seite von Christian Redl den Oberinspektor und späteren Polizeikommissar Martin Fichte.
In dem Filmdrama Halt auf freier Strecke (2011) arbeitete er erneut mit Andreas Dresen zusammen. Merten verkörperte darin den Hirntumor der männlichen Hauptfigur Frank Lange (Milan Peschel), dem er eine menschliche Gestalt verleiht. In der Tragikomödie Silvi (2013) spielte er die männliche Hauptrolle, den Ehemann Michael, der sich nach vielen Ehejahren von der weiblichen Hauptfigur Silvi (Lina Wendel) trennt. In dem Spielfilm Fremdkörper (2015), in dem Merten an der Seite von Janina Elkin die männliche Hauptrolle übernahm, verkörperte er den Spediteur Wolfgang, der illegal eine Niere gespendet bekommt. Auf dem Filmfestival Max Ophüls Preis 2015 wurde der Film mit dem Publikumspreis ausgezeichnet. Merten wirkte auch in mehreren Märchenfilmen mit. Merten hatte außerdem wichtige Haupt- und Nebenrollen u. a. in den Fernsehreihen Tatort, Bella Block (2008), Helen Dorn (2016) und Donna Leon (2016, als tatverdächtiger Bibliotheksmitarbeiter Piero Sartor). Im Weimarer Tatort verkörperte er von 2013 bis 2021 den Kommissariatsleiter Stich in den Fällen des Teams Lessing und Dorn.
Im SOKO Wien/SOKO Leipzig-Serienspecial Der vierte Mann (Erstausstrahlung: November 2019) spielte Merten in einer dramatischen Hauptrolle den Hausmeister des Leipziger Gewandhauses, der in Wien den Tod seiner einstigen Verlobten zu rächen sucht. Im Jahr 2021 wurde er für seine Nebenrolle des „Schatz“ in Johannes Nabers Agentenkomödie Curveball – Wir machen die Wahrheit mit dem Deutschen Filmpreis ausgezeichnet.
Er hatte die Idee für die Netflix-Serie Das letzte Wort (2020), in der er an der Seite von Anke Engelke zu sehen war.

### Privates
Thorsten Merten hat zwei Söhne und eine Tochter. Er lebt in Berlin. Neben seiner Muttersprache Deutsch spricht er auch fließend Russisch und Englisch. Er ist bekennender Fan des Fußballklubs 1. FC Union Berlin.

## Sonstiges
Thorsten Merten beteiligte sich im April 2021 an der Aktion #allesdichtmachen, bei der rund 50 prominente Schauspieler in ironisch-satirischen Videos die Coronapolitik der Bundesregierung und die Verschärfung der Corona-Maßnahmen kommentierten. Die Aktion löste kontroverse Diskussionen aus.

## Auszeichnungen
- 1999: Conrad-Ekhof-Preis (Theaterpreis Mecklenburg-Vorpommern)[21]
- 2002: Chicago International Film Festival: Kategorie Best Ensemble Playing für Halbe Treppe[22]
- 2014: Deutscher Schauspielerpreis: Kategorie Ensemblepreis für Kohlhaas oder die Verhältnismäßigkeit der Mittel[23]
- 2021: Deutscher Filmpreis: Kategorie Beste männliche Nebenrolle für Curveball – Wir machen die Wahrheit[24]

## Filmografie (Auswahl)
- 1992: Stilles Land
- 1994: Oben – Unten
- 2001: Halbe Treppe
- 2003: Schussangst
- 2004: Stauffenberg
- 2004: Wolffs Revier (Fernsehserie, Folge Die Heldin)
- 2005: Der Dicke (Fernsehserie, Folge Unter Verdacht)
- 2005: Im Namen des Gesetzes (Fernsehserie, Folge Videobeweis)
- 2005: SOKO Leipzig (Fernsehserie, Folge Die Polizistin)
- 2005: Wilsberg: Todesengel (Fernsehreihe)
- 2006: Stubbe – Von Fall zu Fall: Verhängnisvolle Freundschaft
- 2006: Ein starkes Team: Zahn um Zahn (Fernsehreihe)
- 2006: Elementarteilchen
- 2006: Tatort: Sonnenfinsternis (Fernsehreihe)
- 2006: Tatort: Schwarzes Herz (Fernsehreihe)
- 2006: Tatort: Pechmarie (Fernsehreihe)
- 2006: Tatort: Kunstfehler (Fernsehreihe)
- 2006: Vier Fenster
- 2007: Früher oder später
- 2007: Underdogs
- 2007: Meer is nich
- 2007: Afrika, mon amour
- 2007: Rosa Roth – Der Tag wird kommen (Fernsehreihe)
- 2007: Tatort: Spätschicht (Fernsehreihe)
- 2008: Bella Block: Falsche Liebe (Fernsehreihe)
- 2008: Vom Atmen unter Wasser
- 2008: Tatort: Der tote Chinese (Fernsehreihe)
- 2009: Donna Leon – Wie durch ein dunkles Glas (Fernsehreihe)
- 2009: Notruf Hafenkante (Fernsehserie, Folge Pleitegeier)
- 2009: So glücklich war ich noch nie
- 2009: Schwerkraft
- seit 2009: Spreewaldkrimi (Fernsehreihe)
  - 2009: Der Tote im Spreewald
  - 2012: Eine tödliche Legende
  - 2012: Feuerengel
  - 2014: Mörderische Hitze
  - 2014: Die Tote im Weiher
  - 2015: Die Sturmnacht
  - 2016: Spiel mit dem Tod
  - 2017: Zwischen Tod und Leben
  - 2018: Tödliche Heimkehr
  - 2019: Zeit der Wölfe
  - 2021: Totentanz
  - 2022: Tote trauern nicht
  - 2022: Die siebte Person
  - 2023: Bis der Tod euch scheidet
  - 2025: Böses muss mit Bösem enden
- 2010: Küstenwache (Fernsehserie, Folge Herzrasen)
- 2010: Frösche petzen nicht
- 2010: Polizeiruf 110: Risiko (Fernsehreihe)
- 2011: Augen zu
- 2011: Ein starkes Team: Am Abgrund
- 2011: Halt auf freier Strecke
- 2011: Arschkalt
- 2012: Sushi in Suhl
- 2012: Der Turm (Fernsehzweiteiler)
- 2012: Kohlhaas oder die Verhältnismäßigkeit der Mittel
- 2012: Ruhm
- 2012: Schneeweißchen und Rosenrot
- 2012: Unter anderen Umständen: Spiel mit dem Feuer (Fernsehreihe)
- 2013: Die goldene Gans
- seit 2013: Tatort (Ermittler Lessing und Dorn)
  - 2013: Die Fette Hoppe
  - 2015: Der Irre Iwan
  - 2016: Der treue Roy
  - 2017: Der scheidende Schupo
  - 2017: Der wüste Gobi
  - 2018: Der kalte Fritte
  - 2018: Die robuste Roswita
  - 2019: Der höllische Heinz
  - 2019: Die harte Kern
  - 2020: Der letzte Schrey
  - 2021: Der feine Geist
- 2013: Willkommen bei Habib
- 2013: Sunny (Kurzfilm)
- 2013: Silvi
- 2013: Der zweite Mann
- 2014: Kommissar Marthaler – Partitur des Todes (Fernsehreihe)
- 2014: Zorn – Tod und Regen (Fernsehreihe)
- 2014: Von jetzt an kein Zurück
- 2014: Wir sind jung. Wir sind stark.
- 2014: Bornholmer Straße
- 2015: Fremdkörper
- 2015: Sedwitz (Fernsehserie, 6 Folgen)
- 2015: Nackt unter Wölfen
- 2015: Alki Alki
- 2016: Die Pfeiler der Macht
- 2016: Die letzte Sau
- 2016: Ein starkes Team: Geplatzte Träume
- 2016: Helen Dorn: Die falsche Zeugin (Fernsehreihe)
- 2017: Donna Leon – Tod zwischen den Zeilen
- 2017: In Zeiten des abnehmenden Lichts
- 2017: Tigermilch
- seit 2017: Babylon Berlin (Fernsehserie)
- 2017: Brüder
- 2017: Hit Mom – Mörderische Weihnachten
- 2017: Rübezahls Schatz
- 2018: Das schönste Mädchen der Welt
- 2018: Donbass
- 2018: Gundermann
- 2018: Tatort: KI
- 2018: Schwartz & Schwartz: Mein erster Mord (Fernsehreihe)
- 2018: Petting statt Pershing
- 2019: Der Staatsanwalt (Fernsehserie, Folge Sauberer Tod)
- 2019: Tatort: Ein Tag wie jeder andere (Fernsehreihe)
- 2019: Tatort: Falscher Hase (Fernsehreihe)
- 2019: Der vierte Mann
- 2019: Alfons Zitterbacke – Das Chaos ist zurück
- 2020: Curveball – Wir machen die Wahrheit
- 2020: Deutscher (Fernseh-Vierteiler)
- 2020: Das letzte Wort (Fernsehserie)
- 2020: Exit
- 2020: Tatort: Die Ferien des Monsieur Murot (Fernsehreihe)
- 2020: In Berlin wächst kein Orangenbaum
- 2021: Theresa Wolff – Home Sweet Home (Fernsehfilmreihe)
- 2021: Mein Freund, das Ekel
- 2021: Sprachlos in Irland
- 2021: Eine riskante Entscheidung
- 2022: ZERV – Zeit der Abrechnung
- 2022: Eingeschlossene Gesellschaft
- 2022: Roxy
- 2022: Was man von hier aus sehen kann
- 2022: Alfons Zitterbacke – Endlich Klassenfahrt!
- seit 2023: Miss Merkel – Ein Uckermark-Krimi (Fernsehfilmreihe)
  - 2023: Mord im Schloss
  - 2024: Mord auf dem Friedhof
- 2023: Kleine Eheverbrechen (Fernsehfilm)
- 2023: Der Greif (Fernsehserie)
- 2023: Nackt über Berlin (Fernsehserie)
- 2023: German Genius (Fernsehserie)
- 2023: Der zweite Kurzschluss (Kurzfilm)
- 2024: Der Fall Marianne Voss (Fernsehfilm)
- 2024: Bach – Ein Weihnachtswunder (Fernsehfilm)
- 2025: Die Affäre Cum-Ex (Fernsehserie)
- 2025: Die Nichte des Polizisten (Fernsehfilm)

## Hörspiele
- 2014: Levander Berg: Teufels Spielplatz – Regie: Wolfgang Rindfleisch (Hörspiel – DLF)
- 2022: Claudia Weber: Fear of the Dark – oder Die Offenbarung wird Produktplatzierungen enthalten – Regie: Claudia Weber